# Aurelio Galleppini
Aurelio Galleppini alias Galep (* 28. August 1917 in Casale di Pari, Provinz Grosseto, Italien; † 10. März 1994 in Chiavari, Provinz Genua, Italien) war ein italienischer Comiczeichner. Besondere Bekanntheit erlangte er durch den Comic Tex Willer.

## Leben und Werk
Der Autodidakt Galleppini veröffentlichte seine ersten Comics in der Mitte der 1930er Jahre. Für das Verlagshaus Mondadori entstanden in Zusammenarbeit mit Federico Pedrocchi die Comics Pino il Mozzo und Le Perle del Mar d'Oman. Ab dem Jahr 1940 lebte und arbeitete Galleppini in Florenz, wo er für verschiedene Zeitschriften arbeitete. Nachdem er zwischenzeitlich eingezogen wurde, kehrte Galleppini 1947 in das Zivilleben zurück und ließ sich in Mailand nieder. Zusammen mit dem Comicautor Giovanni Luigi Bonelli schuf er die Comicserie Tex Willer, die ab 1948 erschien. Darüber hinaus zeichnete Galleppini 1954 eine Comicadaption von Gullivers Reisen und 1977 L'Uomo del Texas in der Reihe Un uomo un'avventura.